# Serre (Gebirge)
Das Serre-Gebirge ist ein Gebirgszug in der süditalienischen Region Kalabrien. Die Hänge der Gebirgsformation zeichnen sich durch einen dichten Baumbewuchs aus. Der Name des Gebirges stammt möglicherweise aus dem Hebräischen (Ser für Gebirge) beziehungsweise aus dem regionalen Dialekt (Serra für sägeförmig).
Das Gebirge wird von dem 1990 eingerichteten Parco Naturale Regionale delle Serre (zu Deutsch: Regionaler Naturpark Serre) umfasst.

## Geographie

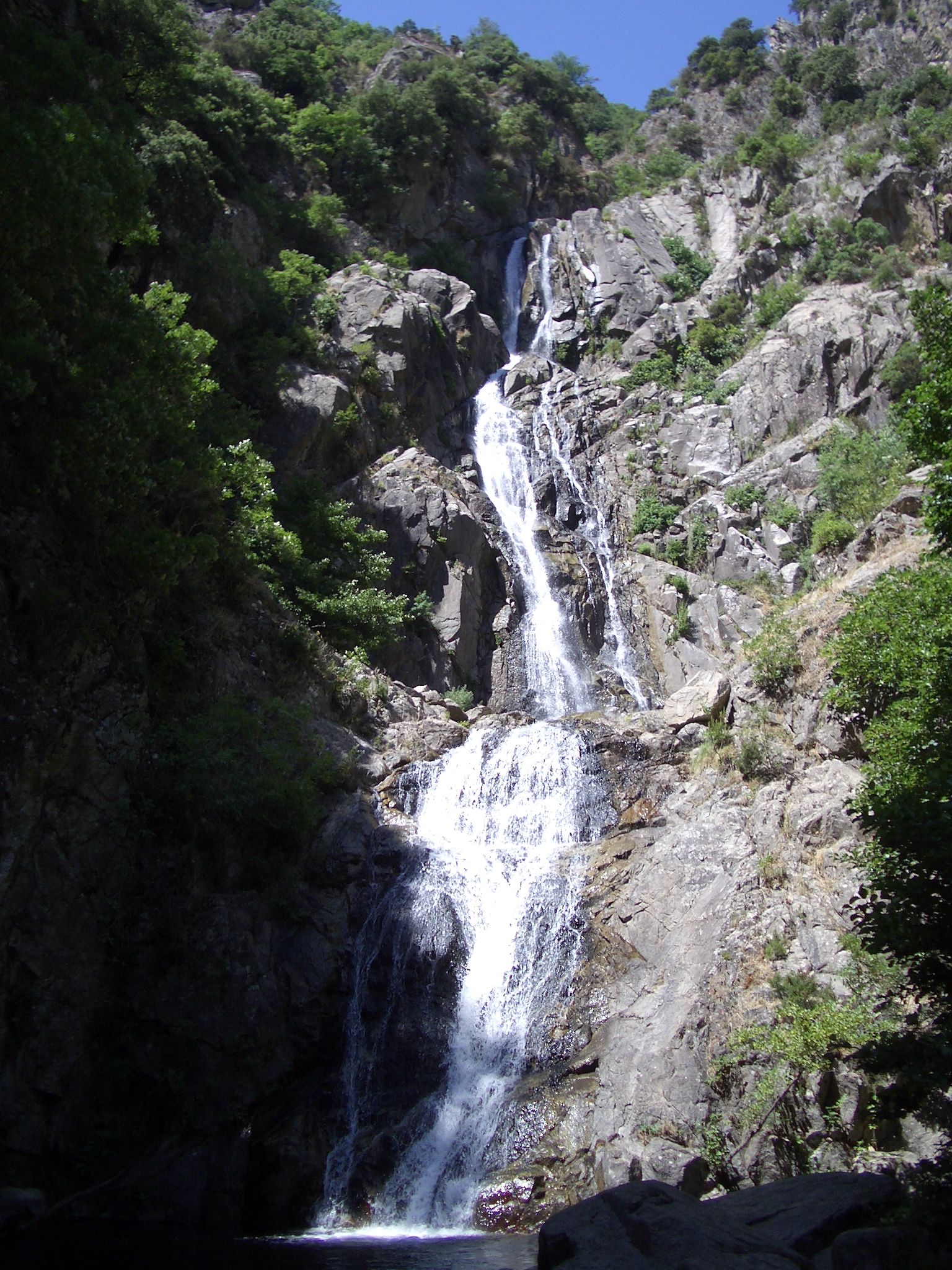
Der Marmaricowasserfall

Die Bergkette erstreckt sich vom Liminapass des Aspromonte im Süden bis zum Istmo di Marcellinara im Norden und grenzt dort an das Silagebirge. Das Serre-Gebirge befindet sich damit in den Provinzen Vibo Valentia und Catanzaro sowie der Metropolitanstadt Reggio Calabria.

## Charakteristika
Das Serre-Gebirge besteht aus zwei langen, parallel verlaufenden Gebirgsketten mit unterschiedlich hohen Bodenerhebungen, welche in ihrer Morphologie an die Zähne einer Säge erinnern. Der höchste Gipfel ist der des Monte Pecoraro mit 1423 Metern.
Aus geologischer Sicht gehört das Gebirge zu den sogenannten Alpi calabresi mit den Hauptgesteinsarten Granit, Porphyr, Quarzdiorit und Serpentinit. In den östlichen Bereichen kommen verschiedene Tonminerale vor. Im Gegensatz hierzu basiert die Struktur des Monte Mammicomito auf Kalkgestein (ähnlich den Dolomiten), mit Grotten, Dolinen und Ponoren. Letztere Kalkgesteinsformationen kommen innerhalb des Serre-Gebirges lediglich am Monte Mammicomito vor. Ein besonderes Landschaftsbild der Serre sind die Badlands.
Das Territorium der Serre ist weitestgehend von Laub- und Nadelwäldern überzogen, deren Entwicklung durch die zahlreichen kleineren Wasserläufe begünstigt wird. In den Tälern dominieren die Weißtanne und die Eiche, ab 800 Metern Höhe kommen hauptsächlich Buchen vor.
Die Fauna war und ist seit geraumer Zeit Opfer zügelloser Wilderei. Trotzdem konnte in den letzten Jahren die Rückkehr kleinere Wolfsrudel des Italienischen Wolfes beobachtet werden.

## Berge

### Gebirgsgruppe Monte Serralta di San Vito
- Serralta di San Vito (1023 m)
- Timpone del Monaco (916)
- Monte Serra Pelata (911)
- Monte Serra del Gelo (883)
- Monte Contessa (881 m)
- Monte Pompulello (880)
- Monte Covello (848 m)
- Monte Andrea (842)

### Gebirgskette Serralta di San Vito – Monte Cucco
- Monte Cucco (959 m)
- Monte Acido (956 m)
- Monte Perrone (921 m)
- Monte Pizzinni (918 m)
- Monte Sant'Agnese (903 m)

### Gebirgskette Monte Coppari
- Monte Coppari (951 m)

### Dorsal serrese
- Monte Mazzuolo (942 m)
- Colle Morrone (963 m)
- Colle del Monaco (1046 m)
- Colle d'Arena (1099 m)
- Monte Famà (1143 m)

### Gebirgsgruppe Monte Diavolomani
- Monte Diavolomani (1150 m)

### Gebirgsgruppe Monte Crocco
- Monte Crocco (1276 m)
- Monte Seduto (1143 m)
- Monte Petrulli (1260 m)
- Monte Arenella (989 m)
- Monte Papallo (897 m m)
- Monte Cresta (1006)
- Monte Ferro (1088 m)
- Monte Cresta del prete (1052 m)
- Monte Angirò (1031 m)
- Monte Ferrà (958 m)
- Monte Elia (864 m)
- Monte Serra Lattarope (803 m)
- Monte Serra Cervuco (868 m)
- Monte Zifrò (849 m)
- Monte Sant'Andrea (893 m)

- Monte Pietre Bianche (821 m)
- Monte Costantino (732 m)

- Monte Burrilli (1178 m)
- Monte Tramazza (1125 m)
- Monte Cogna (1004 m)
- Monte Trematerra (1226 m)

### Gebirgskette Pecoraro
- Pietra del Caricatore (1414 m)
- Monte Pecoraro (1423 m)

### Gebirgsmassiv Monte Mammicomito
- Monte Mammicomito (1047 m)
- Monte Consolino (701 m)
- Monte Stella (832 m)

- Monte Gremi (1241 m)

- Monte Cannali (1054 m)
- Monte Vazamù (916 m)
- Monte Peroni (946 m)
- Monte Lievoli (1020 m)